# Jost Volprecht Riedesel zu Eisenbach

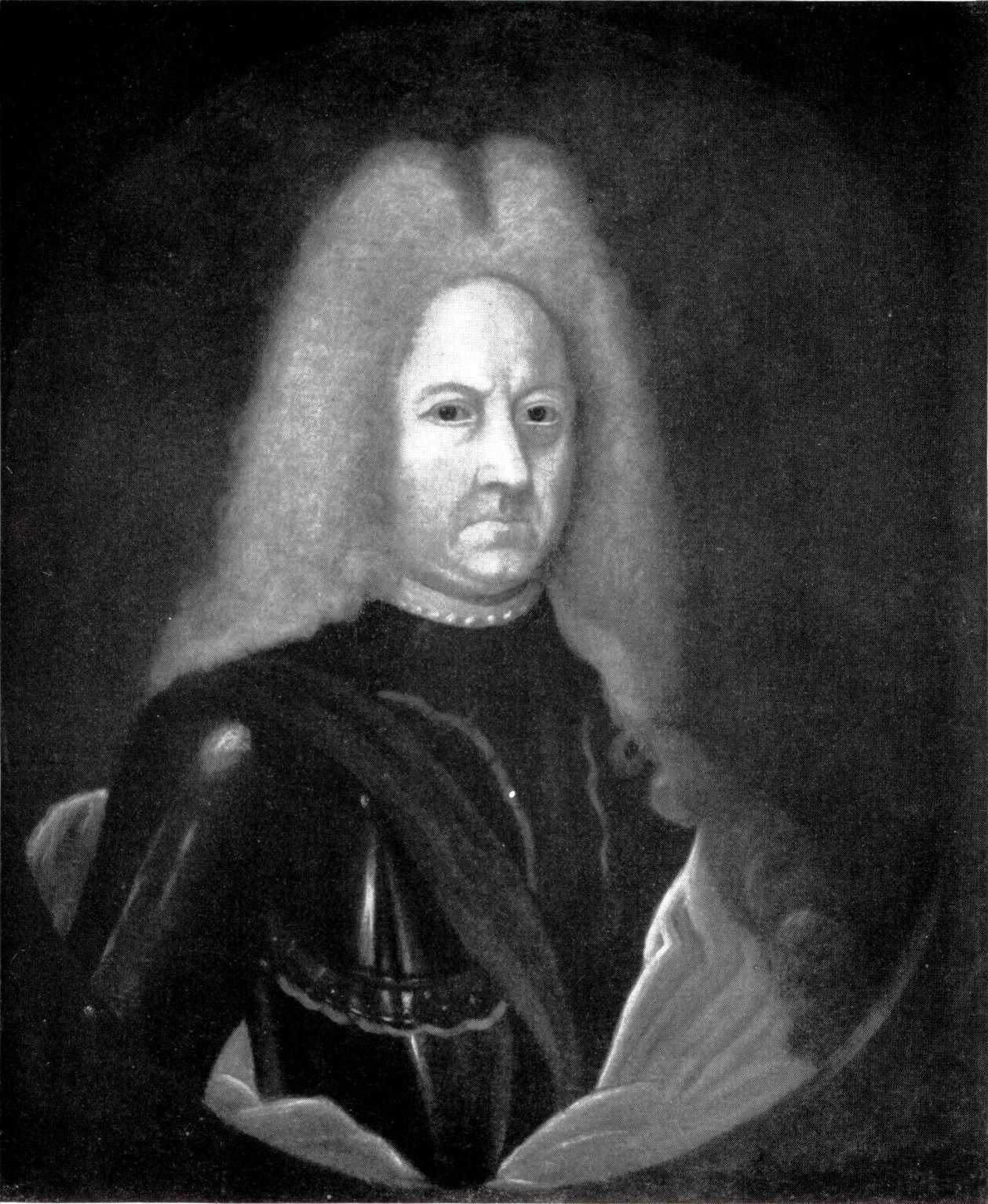
Jost Volprecht Riedesel zu Eisenbach

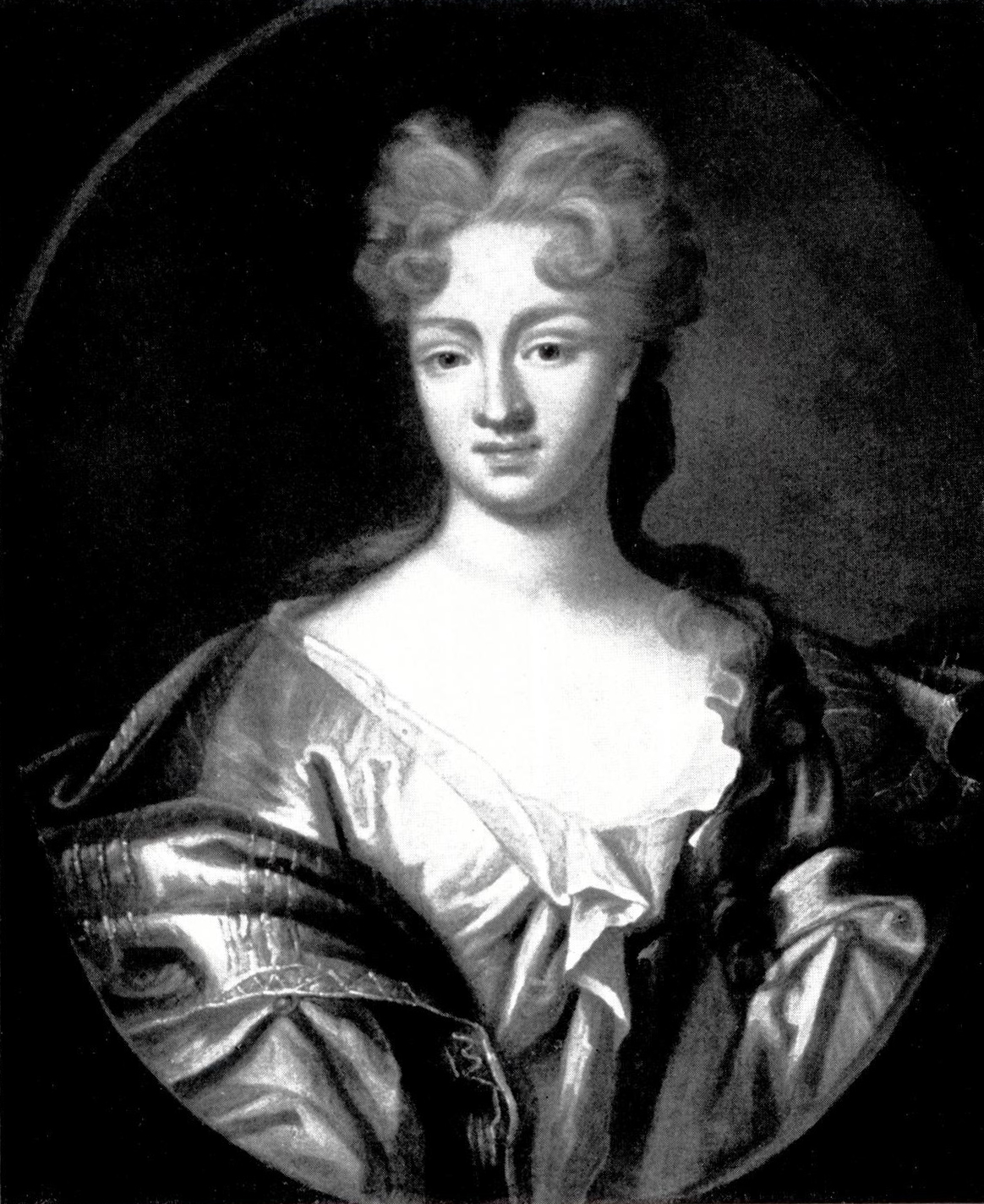
Seine zweite Frau, Eva Margarethe

Jost Volprecht Riedesel zu Eisenbach auch Hans Volpert (* 1663; † 9. September 1733) aus dem Hause der Freiherren Riedesel war Erbmarschall der hessischen Landgrafen.

## Familie
Jost Volprecht war der einzige Sohn (er hatte fünf Schwestern) von Georg Wilhelm Riedesel zu Eisenbach (1627–1667) und dessen Frau Margarethe Christine geb. von Baumbach (1632–1695).
1701 heiratete er in erster Ehe Anna Dorothea von Baumbach (1662–1703). In zweiter Ehe heiratete er 1704 Eva Margarethe von Trott zu Solz (1677–1749). Aus der ersten Ehe ging der Sohn Friedrich Georg Riedesel zu Eisenbach (1703–1775) hervor, der 1751–1775 hessischer Erbmarschall war. Aus der zweiten Ehe stammte der Sohn Johann Hermann Rudolf (1705–1753).

## Leben
Jost Volprecht schlug die Militärlaufbahn ein und kämpfte 1682 bis 1695 in den Kriegen gegen die Türken und Franzosen. Wegen einer Fußverletzung schied er als Leutnant aus dem aktiven Dienst aus und kümmerte sich danach um die Verwaltung seiner Güter.
1724 starb sein Onkel Georg Riedesel zu Eisenbach vom Burger Zweig der Familie Riedesel, und Jost Volprecht erbte die Seniorität im Samthaus Riedesel und damit auch Amt und Würde des hessischen Erbmarschalls.
Bereits 1722 war er zum Obervorsteher des Ritterschaftlichen Stiftes in Hessen gewählt worden, trat jedoch aus Krankheitsgründen bald von diesem Amt zurück.